# 池田雅夫
池田 雅夫（いけだ まさお、1947年1月22日 - ） は、日本の工学者。大阪大学名誉教授。大阪大学副学長や計測自動制御学会会長を務めた。専門は制御理論とその実システムへの応用。

## 人物・経歴
高知県高岡郡川内村（現、吾川郡いの町）生まれ。広島県育ち。1965年広島大学附属高等学校卒業。1969年大阪大学工学部通信工学科卒業、1971年同大学院工学研究科通信工学専攻修士課程修了。1973年大阪大学大学院工学研究科通信工学専攻博士課程を退学して、神戸大学工学部システム工学科助手に就く。1975年大阪大学工学博士。1976年神戸大学工学部システム工学科助教授。1978年～1979年サンタクララ大学客員研究員、1982年アリゾナ州立大学特別講師、1986年～1990年科学技術庁航空宇宙技術研究所客員研究官を兼務。1990年神戸大学工学部システム工学科教授。1995年大阪大学に異動し、工学部電子制御機械工学科教授、1998年大学院工学研究科電子制御機械工学専攻教授。2002年～2004年大阪大学評議員。2003年～2004年Asian Control Professors Association会長、2003年～2009年日本技術者教育認定機構（JABEE）審査長。2005年計測自動制御学会会長等を務めた。2005年大阪大学大学院工学研究科機械工学専攻教授、2005年～2010年同研究科副研究科長、2006年～2010年同研究科附属フロンティア研究センター長、日本工学教育協会理事、関西工学教育協会理事、2006年～2017年日本学術会議連携会員、2007年～2011年SICE Journal of Control, mesurement, and System Integration 編集長等を歴任。2010年大阪大学を定年退職し、名誉教授。
2010年以降は主に研究支援・マネジメント業務に従事。2010年～2016年大阪大学大型教育研究プロジェクト支援室統括マネージャー・特任教授。2013年～2015年大阪大学副学長（URA担当）。2015年～2020年リサーチ・アドミニストレーター協議会（現、リサーチ・アドミニストレーション協議会）副会長。2016年大阪大学経営企画オフィス副オフィス長・特任教授、2017年同 特任学術政策研究員を経て、2018年～2020年大阪大学共創機構産学共創本部特任学術政策研究員。2022年リサーチ・アドミニストレータースキル認定機構理事、2024年大阪大学大学院工学研究科特任教授となる。
IEEE Life Fellow、日本機械学会フェロー、IFAC Fellow、計測自動制御学会名誉会員・フェロー。システム制御情報学会椹木記念賞論文賞、計測自動制御学会論文賞蓮沼賞、学術教育賞、著述賞、功労賞、功績賞等を受賞。